# 대한민국 형사소송법 제401조
대한민국 형사소송법 제401조는 정정의 판결에 대한 형사소송법의 조문이다.

## 조문
제401조(정정의 판결) ① 정정의 판결은 변론없이 할 수 있다
②정정할 필요가 없다고 인정한 때에는 지체없이 결정으로 신청을 기각하여야 한다.

第401條(訂正의 判決) ① 訂正의 判決은 辯論없이 할 수 있다
②訂正할 必要가 없다고 認定한 때에는 遲滯없이 決定으로 申請을 棄却하여야 한다.

## 참고 문헌
- 손동권 신이철, 새로운 형사소송법(초판, 2013), 세창, 2013. ISBN 9788984114081